# Kebonagung (Sulang)
Kebonagung is een bestuurslaag in het regentschap Rembang van de provincie Midden-Java, Indonesië. Kebonagung telt 1229 inwoners (volkstelling 2010).